# Castries (Quarter)
Castries ist ein Quarter (Distrikt) im Westen des kleinen Inselstaates St. Lucia. Das Quarter hat 60.243 Einwohner (Volkszählung 2010) und ist nach Bevölkerung und Fläche der größte Quarter St. Lucias. Hauptort des Quarter ist die am Meer gelegene Hauptstadt Castries. Durch den Quarter fließt der Cul de Sac, einer der wichtigsten Flüsse St. Lucias. Südlich ergießen sich die Superman Waterfalls.

## Einwohnerentwicklung
Volkszählungsergebnisse:
- 1970: 40.450
- 1980: 42.964
- 1991: 51.994
- 2001: 61.341[1]
- 2010: 60.243[2]

## Orte
- Castries
- La Croix Maingot
- Sans Soucis
- Trois Pitons